# Aimée-Danielle Koffi
 (août 2025).
Aimée-Danielle Koffi de son vrai nom Aimée-Danielle Lezou Koffi est une professeure titulaire depuis  2019 à l'Université Félix Houphouët-Boigny, en Côte d'Ivoire. Elle est spécialisée en analyse du discours.

## Biographie
Aimée-Danielle Koffi est Professeure Titulaire depuis 2019 à l’Université Félix Houphouët-Boigny, où elle occupe actuellement le poste de Vice-Doyenne chargée de la recherche. Elle est également responsable de l’Équipe d’Accueil Communication, Politique et Sociétés de l’École doctorale SCALL. Depuis décembre 2021, elle est la Coordinatrice du Programme Thématique de Recherche : Langues, Sociétés, Cultures et Civilisations (PTR-LSCC) du CAMES, après avoir été coordinatrice adjointe de 2019 à 2021.

### Formation
Aimée-Danielle Lezou Koffi est titulaire d'un doctorat en Analyse du Discours de l’Université de Nantes (France). Elle a été recrutée à l’Université Félix Houphouët-Boigny en février 2002, alors que l’établissement était connu sous le nom d’Université de Cocody.

### Activités de recherche
Au cours de sa carrière, elle a été référente pour plusieurs projets de recherche internationaux, notamment :
- UNESCO Futures of Education Stakeholders Focus Group
- Les pratiques informationnelles des décideurs et des acteurs du développement en Afrique (collaboration avec l'Agence Française de Développement et le laboratoire Médiation, Information, Communication et Arts de l’Université Bordeaux-Montaigne)
- PRESLAF : Pratiques et Représentations socio-langagières des français en Francophonie (initié et financé par l’Organisation Internationale de la Francophonie)

### Engagement professionnel
Aimée-Danielle Lezou Koffi est la Présidente-Fondatrice du Réseau Africain d’Analyse du Discours (R2AD). Elle est membre des comités scientifiques de plusieurs revues de référence, dont la revue Langage et Société (France). Elle occupe également le poste de Vice-présidente du Groupe de Recherche en Analyse des Discours Sociaux (GRADIS) à l’Université Gaston Berger (Saint-Louis, Sénégal).

## Publications
Professeure Lezou Koffi est éditrice scientifique de cinq ouvrages et auteure d’une quarantaine d’articles scientifiques, contribuant ainsi au développement des connaissances dans son domaine d’expertise.